# Tetanolita nolualis
Tetanolita nolualis är en fjärilsart som beskrevs av William Schaus 1906. Tetanolita nolualis ingår i släktet Tetanolita och familjen nattflyn. Inga underarter finns listade i Catalogue of Life.